# Alexander Popov
Aleksandr Vladimirovich Popov (em russo:  Алекса́ндр Влади́мирович Попо́в, Sverdlovsk, 16 de novembro de 1971) é um ex-nadador russo. Detentor de quatro ouros olímpicos em provas individuais, foi um dos maiores nadadores de todos os tempos.
Ex-recordista olímpico dos 50m livres, com 21s64. Esta marca foi recorde mundial por 8 anos, entre os anos de 2000 e 2008, e só foi batida depois do advento das "super-roupas". Também foi detentor do recorde mundial dos 100m livres com 48s21 entre os anos de 1994 a 2000. Ambas as provas são conhecidas por serem as mais concorridas de todas na natação, o que reforça ainda mais a importância de tais feitos.
No segundo semestre de 1996, um incidente marcou sua carreira: depois de discutir com um vendedor de melancias em uma feira nas ruas de Moscou, foi esfaqueado no estômago e ficou à beira da morte. Foi submetido a cirurgias e voltou a competir um ano depois, visivelmente recuperado. Sua última participação nos jogos olímpicos lhe rendeu a medalha de prata nos 100m livres, em Sidney.
Em 23 de dezembro de 2004 retirou-se da natação competitiva. Venceu ao longo da carreira 9 provas em Jogos Olímpicos (4 de ouro e 5 de prata), 13 medalhas no Campeonato Mundial de Natação (6 de ouro, 4 de prata e 3 de bronze) e 26 medalhas no Campeonato Europeu de Natação (21 medalhas de ouro, 3 de prata e 2 de bronze). É, por parte da crítica esportiva e muitos adeptos da natação, considerado o melhor velocista de todos os tempos - tendo em vista que seus tempos nas provas de velocidade eram páreos as das provas da era de trajes tecnológicos.